# William Edgcumbe
William Henry Edgcumbe, 4e comte de Mount Edgcumbe (5 novembre 1833 - 25 septembre 1917) est un homme politique et pair britannique

## Biographie

### Vie privée
Il est le fils d'Ernest Edgcumbe, 3e comte de Mount Edgcumbe et de Caroline Augusta Feilding, fille du contre-amiral Charles Feilding.
Il est titré vicomte Valletort entre 1839 et 1861.

### Vie publique
Il est élu au Parlement pour Plymouth en 1859, poste qu'il occupe jusqu'en 1861, date à laquelle il entre à la Chambre des lords à la mort de son père. En 1879, il est admis au Conseil privé et nommé Lord Chambellan par Benjamin Disraeli, 1er comte de Beaconsfield poste qu'il occupe jusqu'à la chute du gouvernement en 1880. Il sert plus tard sous Robert Gascoyne-Cecil, 3e marquis de Salisbury en tant que Lord-intendant entre 1885 et 1886 puis de nouveau entre 1886 et 1892.
Il est également aide de camp de la reine Victoria de 1887 à 1897 et membre du Conseil du prince de Galles de 1901 à 1917, ainsi que gardien du sceau du duché de Cornouailles de 1907 à 1917. Entre 1877 et 1917, il est Lord-lieutenant de Cornouailles. Il est également un grand maître provincial, un poste occupé par le chef d'une grande loge provinciale.
Au début de 1901, le comte de Mount Edgcumbe est chargé par Édouard VII de diriger une mission diplomatique spéciale pour annoncer son accession au trône aux gouvernements de Belgique, de Bavière, d'Italie, du Wurtemberg et des Pays-Bas. Lors de sa visite à la cour de Belgique en mars 1901, le roi Léopold II lui remet le Grand Cordon de l'ordre de Léopold.

## Famille
Il épouse en premières noces, le 26 octobre 1858, Katherine Elizabeth Hamilton (1840-1874), fille de James Hamilton, 1er duc d'Abercorn et de Louisa Jane Russell. Ils ont quatre enfants.
- Victoria Frederica Caroline Edgcumbe (23 septembre 1859 - 20 février 1920) épouse Algernon Percy (2 octobre 1851 - 28 décembre 1933), dont descendance ;
- Alberta Louise Florence Edgcumbe (14 mars 1861 - 25 mars 1941) épouse Henry Lopes, 1er baron Roborough (24 mars 1859 - 14 avril 1938), dont descendance ;
- Edith Hilaria Edgcumbe (27 juillet 1862 - 3 avril 1931) épouse John St Aubyn, 2e baron St Levan (23 septembre 1857 - 10 novembre 1940), dont descendance ;
- Piers Edgcumbe, 5e comte de Mount Edgcumbe (2 juillet 1865 - 18 avril 1944) épouse Edith Villiers (8 novembre 1878 - 1er août 1935), sans descendance.

Il épouse en secondes noces, le 21 avril 1906, Caroline Cecilia Edgcumbe (1839-1909), fille de George Edgcumbe et de Fanny Lucy Shelley. Ils n'ont pas d'enfants.

## Distinctions

### Décorations britanniques
- Chevalier Grand-croix de l'Ordre royal de Victoria
- Médaille du jubilé d'or de Victoria (21 juin 1887)
- Médaille du jubilé de diamant de Victoria (20 juin 1897)
- Médaille du couronnement du roi Édouard VII (26 juin 1902)
- Médaille du couronnement du roi George V (30 juin 1911)

### Décorations étrangères

#### Belgique
- Grand-cordon de l'Ordre de Léopold (21 mars 1901)